# Mimbredo
Mimbredo est un quartier appartenant à la municipalité d'Erriberagoitia dans la province d'Alava, situé dans la Communauté autonome basque en Espagne.